# Tiergarten Boitzenburg
Tiergarten Boitzenburg war ein Naturschutzgebiet im Landkreis Uckermark in Brandenburg. Es lag östlich von Boitzenburg, einem Ortsteil der Gemeinde Boitzenburger Land. Das 304,24 ha große Gebiet, ein markanter Eichen-Buchen-Mischwald mit zahlreichen bis zu 600 Jahre alten Stieleichen, stand seit dem 21. Oktober 1981 unter Naturschutz. Es war Teil des 897 km² (= 89.700 ha) großen Naturparks Uckermärkische Seen, zu dem insgesamt 15 Naturschutzgebiete gehören. 
2017 ging es in dem größeren Naturschutzgebiet Boitzenburger Tiergarten und Strom auf.